# 廣東造幣廠

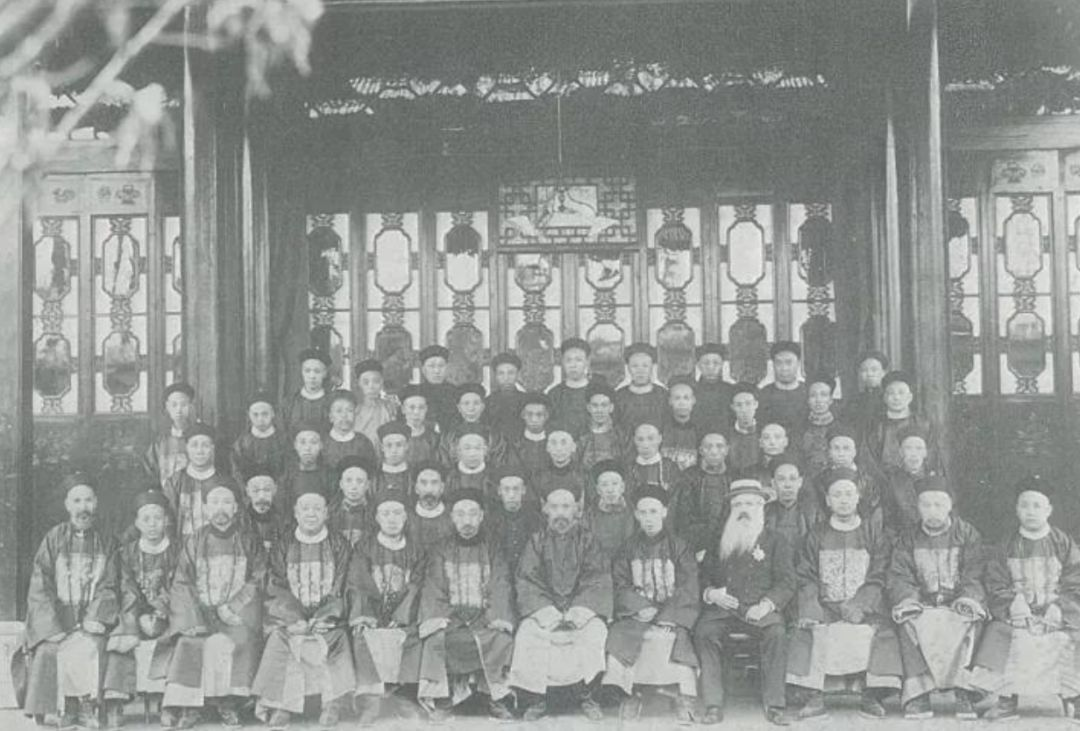
廣東錢局職員，約攝於1900年

广东造币厂前身為廣東錢局，舊址位於广东省广州市越秀区黄华路4号內，是中國最早用機器鑄造銀元和銅錢的工廠，始建於1887年，由张之洞提議建造。1889年正式開工鑄錢。1890年，廣東錢局開鑄中國最早的銀元。1900年，廣東錢局鑄造中國最早的銅元。1907年，廣東錢局更名為度支部造幣粵廠。1910年更名為度支部廣州造幣分廠。1911年辛亥革命爆發後，又更名為中華民國軍政府廣東造幣廠。1931年，造幣廠关闭。1949年，中華民國政府曾短暂地重新开放造幣廠。1950年，造幣廠變為廣東革命幹部學校。1952年更名為中共華南分局黨校。1955年更名為中共中央第六中級黨校。1956年更名為中共廣東省委黨校。1993年8月，被廣州市人民政府公佈為文物保護單位。目前廠房已蕩然無存。